# Gavar
Gavar (en armeni, Գավառ [ɡɑˈvɑr]) és una ciutat d'Armènia, capital del municipi homònim i de la Província de Guegharkunik. Està situat a les Muntanyes de Geghama, a l'oest del llac Sevan. Està a una altitud de 1982 metres sobre el nivell del mar. Està a una distància de 98 km a l'est de la capital del país, Yerevan. Segons el cens del 2011 tenia 20.765 habitants i segons el cens del 2022, en tenia 17.741.
Gavar és la seu de la Diòcesi de Gegharkounik de l'Església Apostòlica Armènia.

## Etimologia
La ciutat fins a l'any 1959 es deia Nor Bayazet (Նոր Բայազետ) o Novo-Bayazet. Entre els anys 1959 i 1995 va ser anomenada Kamo referint-se al revolucionari bolxevic Kamó (Simon Ter-Petrosian). El 4 de desembre de 1995 la ciutat es va tornar a anomenar amb el seu antic nom, Gavar, que significa comtat en armeni.
Gavar és coneguda col·loquialment amb el nom de Kyavar (Քյավառ) des del segle XIX.

## Geografia i clima
Gavar està situada a 1982 metres sobre el nivell del mar, a la riba del riu Gavaraget. Està dominada per les montanyes gegham a l'oest i el llac Sevan, a l'est. A 15 km al sud-oest hi ha la montanya d'Azhadahak, de 3597 metres d'alçada sobre el nivell del mar.
Entre els pobles que l'envolten hi ha Noratus, a l'est i Karmirgyugh i Gandzak, al sud.

### Clima
Gavar disposa d'un clima continental humit (escala climàtica de Köppen) que es caracteritza per hiverns freds i estius càlids. La mitjana de la precipitació anual és de 450 mm.

## Població i religió
La població de Gavar són principalment cristians de l'església armènia. La ciutat té diverses esglésies i capelles medievals. Destaca l'església de Surp Karapet de 1848. La Catedral de la Santa Mare de Déu de Gavar fou construïda el 1905 a la plaça central de la ciutat.

## Història

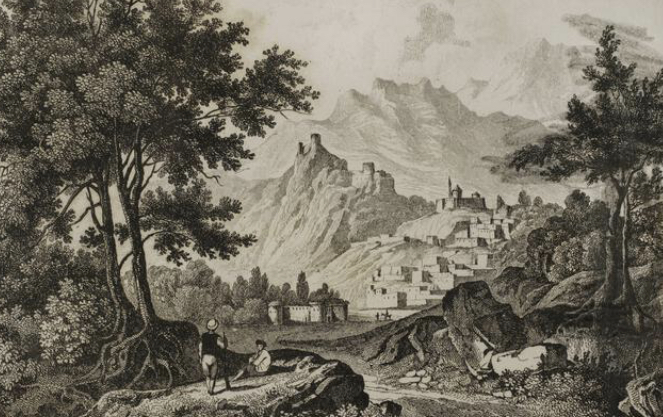
Ciutat antiga de Gavar en un gravat de Vanderbuch de 1838

La ciutat moderna de Gavar fou fundada amb el nom de Novo-Bayazet (Nou Bayazit) l’any 1830, a uns 8 km a l’oest del llac Sevan, en l’emplaçament de l’antiga ciutat de Gavar o Gyavar. L’establiment es degué a la immigració de 8.557 armenis provinents de la ciutat de Bayazit (històricament coneguda com Daroynk i Arshakavan), situada a l’Imperi Otomà, a conseqüència de la guerra russo-otomana de 1828-1829. El 1850, la localitat assolí l’estatus oficial de ciutat.
Tot i això, la regió que ocupa l’actual Gavar presenta signes de ser habitat des de l’edat del bronze. S'hi han localitzat nombroses tombes datades al segon mil·lenni aC. Al centre de la ciutat actual es troben les restes d’una fortalesa ciclòpia corresponent a la primera edat del ferro, que s’identifica com l’antiga capital reial de la regió d’Uelikuhi, integrada al regne d’Urartu. Aquesta fortificació principal estava envoltada per més de 22 estructures defensives menors. La regió d’Uelikuhi fou conquerida pel rei urartià Sarduri II, mentre que el seu fill, Rusa II, rebatejà la fortalesa en honor de Khaldi, una de les tres principals divinitats del panteó urartià. Durant aquest període, Gavar fou coneguda com la "Ciutat de Khaldi", i la veïna localitat de Tsovinar com la "Ciutat de Teisheba". L'any 1927 es van descobrir inscripcions cuneïformes de Rusa II que commemoren la seva victòria sobre els reis d’Uelikuhi i la fundació de la fortalesa de Khaldi l’any 732 aC que es conserven al museu d'història de la ciutat. Al barri d’Artsvakar de Gavar també s’hi localitza una altra fortalesa de l’edat del ferro, datada al segon mil·lenni aC.
Amb la formació del Regne d’Armènia, el territori de l’actual Gavar quedà inclòs dins del cantó de Gegharkunik, al nord de la província de Siunia, dins l’Armènia Major.
La ciutat conserva un ric patrimoni arqueològic i històric, amb nombrosos monuments antics i medievals, com ara monestirs, khachkars (creu de pedra tradicional armènia), inscripcions cuneïformes, làpides funeràries i capelles. El barri de Hatsarat, que fins a la dècada del 1960 constituïa un poble independent, alberga el monestir de Hatsarat, amb dues esglésies datades dels segles VII i XIX.
Al llarg dels segles, la regió de Gavar sofrí greus destruccions, l’última de les quals tingué lloc al segle XVII, quan fou devastada per ordre del xa Abbas I de Pèrsia.

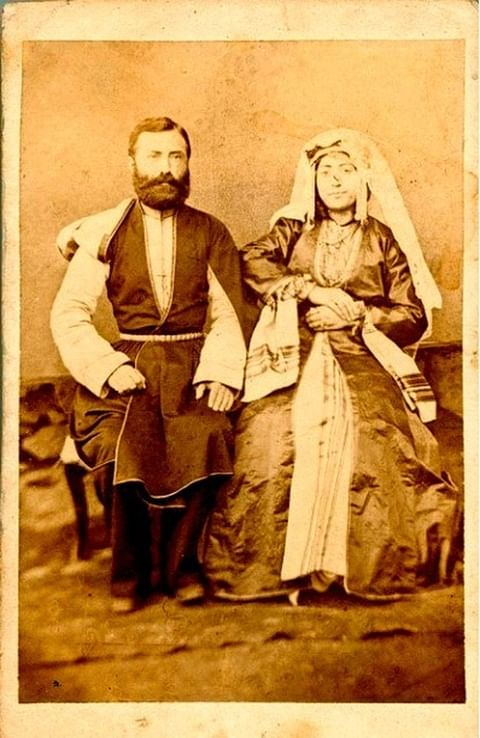
El príncep Mkrtich Artruni i la seva dona Srbuhi a Gavar

Després de la guerra russo-persa de 1826-1828, i d’acord amb el Tractat de Turkmantxai signat el 21 de febrer de 1828, la regió de Gegharkunik —llavors part del kanat de Yerevan— passà a formar part de l’Imperi Rus. L’any següent, el 1830, els armenis emigrats de Bayazit fundaren el poble de Novo-Bayazet. Amb la creació del Governorat d’Erevan el 1850, Novo-Bayazet esdevingué el centre administratiu del nou uezd de Nor Bayazet.
A partir de desembre de 1920, Novo-Bayazet, així com moltes altres regions de l’Armènia oriental, s’integrà a la Unió Soviètica. El 1950, la vila obtingué la categoria d’assentament de tipus urbà, i experimentà un creixement progressiu. L’any 1959, la ciutat passà a anomenar-se Kamo, en homenatge al revolucionari bolxevic homònim. A començaments de la dècada del 1980, la població arribava als 36.400 habitants.
Després de la independència de la República d’Armènia, l’any 1995, la ciutat recuperà el nom tradicional de Gavar i fou designada com a centre administratiu de la nova província de Gegharkunik. De totes maneres, després de la desfeta de la Unió Soviètica es va enfonsar la indústria de la ciutat i la població va anar descendent progressivament fins els 17.741 habitants del 2022.

## Cultura

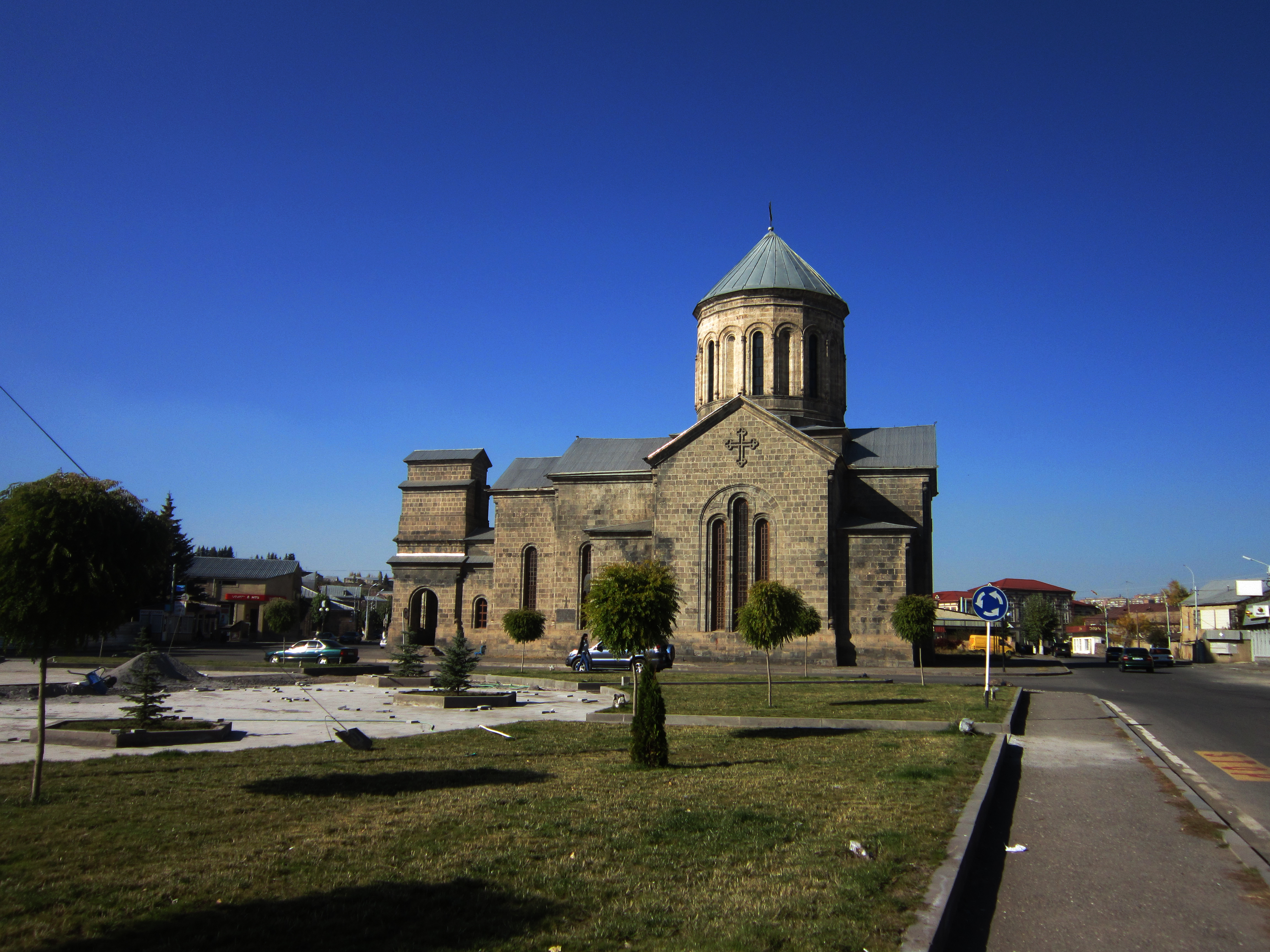
Catedral de la Mare de Déu de Gavar

Entre els monuments patrimonials destaquen les esglésies i monestirs: 
- Monestir d'Hatsarat, amb les esglésies de la Santa Mare de Déu (segle VII) i de Sant Gregori l'I·luminador (segle XIX).
- El Monestir de Hairavank, del segle IX, localitzat a 7 km de la ciutat, a la riba del llac Sevan.
- Capella de Sant Khach (la Santa Creu) del segle XVII.
- Església de Sant Karapet, construïda per Barsegh Artsruni el 1848 i renovada el 2012.[14]

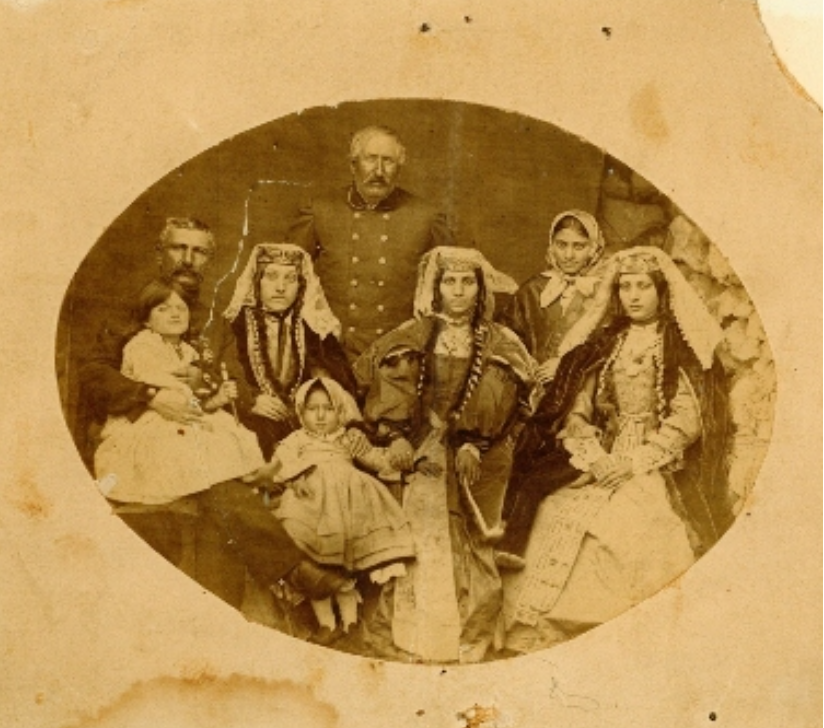
El príncep Barsegh Artsruni amb la seva família a Gavar portant vestits tradicionals al segle XIX

A més a més, també hi destaca el cementiri de Noraduz, un jaciment arqueològic a 4 km a l'est de la ciutat on hi ha un gran nombre de Khatxkars medievals.
Gavar disposa d'un museu històric, un palau de cultura, un teatre, diverses biblioteques públiques i un monument dedicat a les víctimes de la Gran Guerra Pàtria, que va succeïr durant la  Segona Guerra Mundial.
La ciutat té una escola de formació del professorat, una escola de música, una escola d'art i una escola de Duduk (tipus de flauta).

### Gastronomia

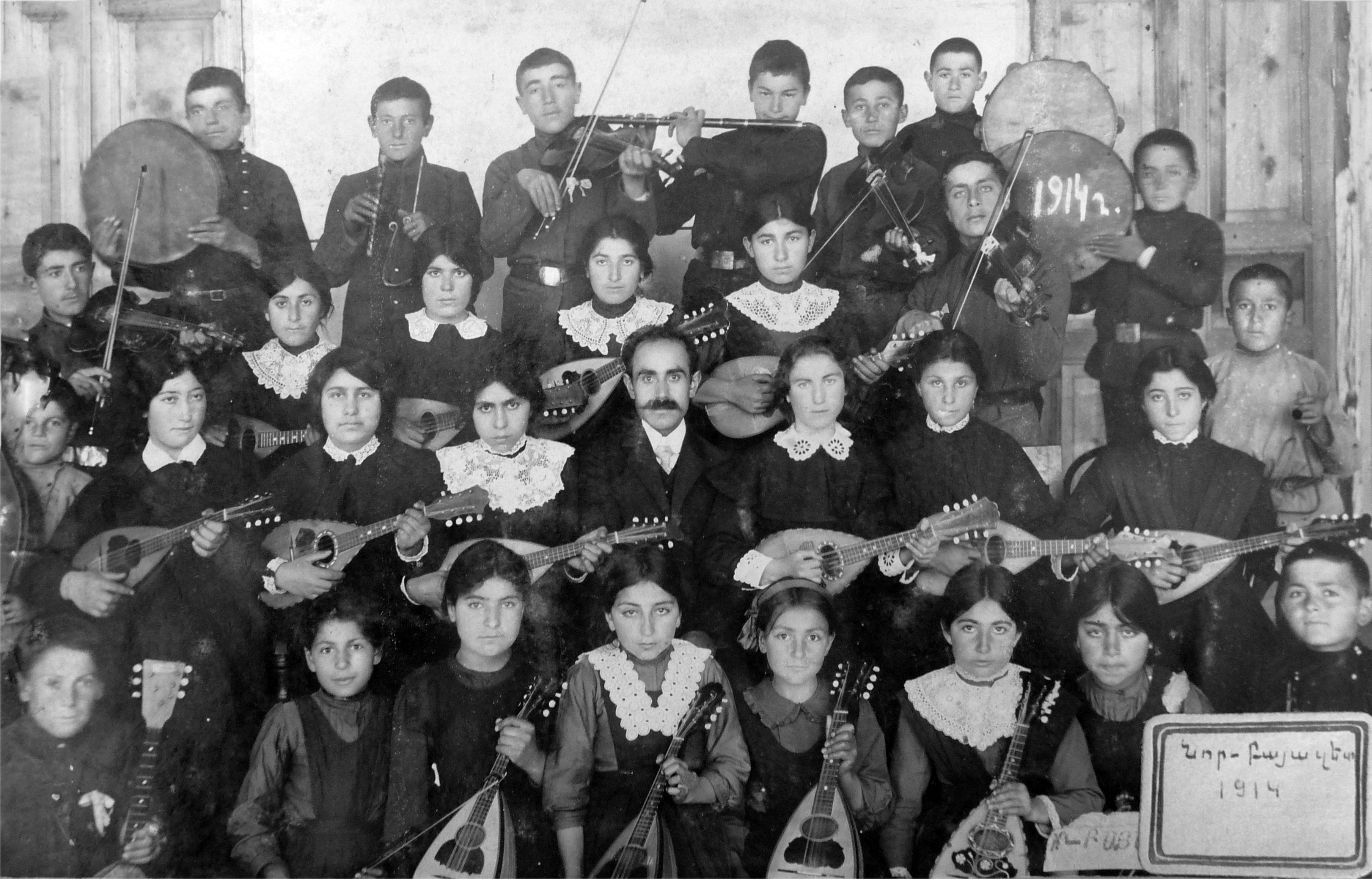
Grup musical tradicional de Gavar el 1914

La cuina de Gavar té elements de cuina oriental i està caracteritzada per utilitzar diverses espècies, vegetals, peixos i fruita. El plat més popular d ela ciutat és el Kyavari Kyufta, una espècie de mandonguilles de carn picada especiada i ceba bullides guarnides amb mantega.  El lavash i el matnakash són els pans més populars de la ciutat.
També hi ha els dolços anomenats Kyavar baklava, fetes de Pasta fil·lo amb nus, sucre i mel.

## Personalitats notables
- Ivan Gevorkian (1907-1989) científic i cirurgià armeno-soviètic.
- Samvel Korcharyants (1909-1993), enginyer i desenvolupador dels missils nuclears.[15]
- Frunze Dovlatyan (1927-1997) director i guionista de cinema i actor.
- Hranush Hakobyan, política i ministra de la diàspora.
- Hovhannes Goharyan, antic futbolista professional
- Heghine Rapyan, pianista